# 哈蒙德 (蒙大拿州)
哈蒙德（英語：Hammond）是位於美國蒙大拿州卡特縣的非建制地區。

## 歷史
哈蒙德的郵局自1934年營運至今。

## 地理
哈蒙德所處的海拔為高於海平面1131米（即3711英呎），而該地所採用的時區為UTC-6，即北美山地時區（MST）。同時該地設有夏令時間，為UTC-7調快一小時，即UTC-6（MDT）。